# Amphorophora tuberculata
Amphorophora tuberculata är en insektsart som beskrevs av Brown, P.A. och Frederick Frost Blackman 1985. Amphorophora tuberculata ingår i släktet Amphorophora och familjen långrörsbladlöss. Inga underarter finns listade i Catalogue of Life.